# لائورا ساموئلیان
لائورا ساموئلیان (ارمنی: Լաուրա Սամվելյան؛ انگلیسی: Laura Samvelyan؛ ۱۹۹۱) یک بدمینتون‌باز زن اهل ارمنستان است .